# Pokojowy Obóz Kobiecy Greenham Common

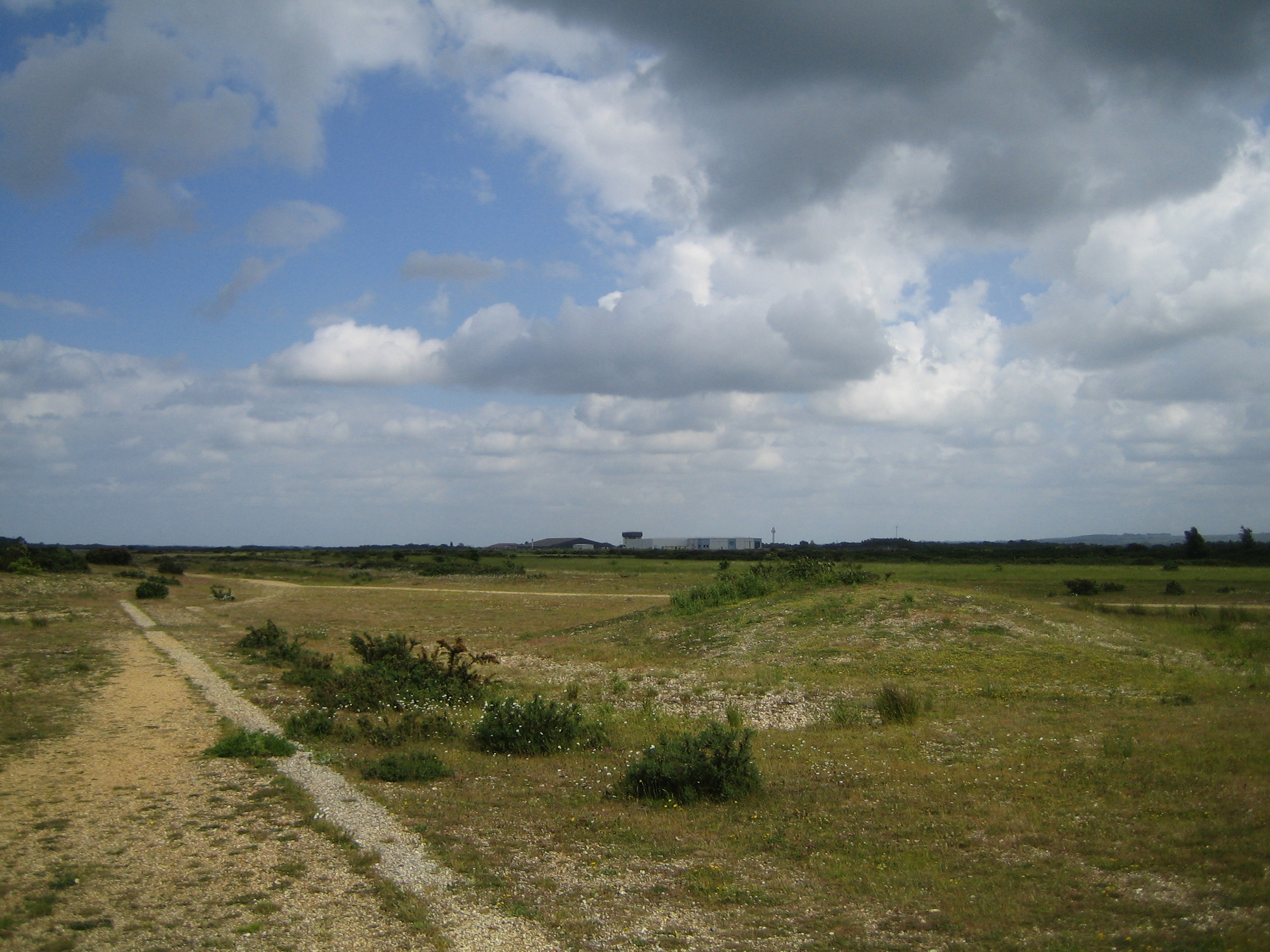
Teren dawnego lotniska - w dali widać wieżę kontrolną

Greenham Common – pierwotnie nazwa bazy nuklearnej NATO na południu Wielkiej Brytanii. Obecnie nazwa kojarzona raczej z pokojowym obozem kobiet przeciwko zbrojeniom. Obóz trwał z różnym natężeniem, od września 1981 do roku 2000, czyli w sumie 19 lat.
Pokojowy Obóz Kobiecy Greenham Common rozpoczął się w 1981 jako protest przeciw rozwojowi zbrojeń i produkcji oraz wykorzystaniu broni jądrowej. Protest rozpoczęła kobieca grupa „Women for Life on Earth” (ang. Kobiety na rzecz życia na Ziemi) w odpowiedzi na decyzję brytyjskiego rządu o utworzeniu bazy jądrowej w Berkshire w Anglii.
Jak pisze Carol Jacobsen w artykule Peace by Piece z czasopisma „Heresies”, szef bazy wojskowej NATO, w której składowano broń, miał powiedzieć do protestujących: „Jak dla mnie, możecie tu siedzieć tak długo, jak wam się podoba”.
W obozie mieszkały same kobiety, mężczyźni jedynie go odwiedzali. Obóz nie posiadał przywódczyń, był koordynowany metodami niehierarchicznymi. Działania jego uczestniczek były wszystkie wykonywane w sposób pokojowy. W sumie około 3000 kobiet było aresztowanych za swoje pokojowe działania przeciw zbrojeniom, choć większość z nich uniewinniono, niektóre straciły pracę. Najczęściej stosowano pokojowe blokady transportów do i z bazy wojskowej NATO, czasem kobiety przedostawały się na teren bazy, organizowały również blokady w Londynie oraz szereg wykładów i prezentacji w wielu miastach Wielkiej Brytanii i innych krajów.

## Ważniejsze wydarzenia w czasie trwania obozu
- W 1982 około 400 kobiet poszło do sądu, deklarując, że skoro obóz stał się miejscem ich zamieszkania, powinny otrzymać prawo głosowania na miejscu. Otrzymały czasowy meldunek.
- W grudniu 1982 około 30 000 kobiet otoczyło teren składowiska broni w akcji „Objęcie Bazy” („Embrace of the Base”)
- 1 stycznia 1983 44 kobiety przedarły się do bazy
- W 1983 w ramach festiwalu „Tęczowy Smok” około 2000 kobiet utworzyło wielkiego, kolorowego węża z kawałków materiałów przesłanych od ludzi z całego świata.
- 1 kwietnia 1983 dziesiątki tysięcy protestujących stworzyły długi na 14 mil łańcuch ludzi, ciągnący się od Aldermaston do Burghfield.
- W grudniu 1983 około 50 000 kobiet zebrało się, by – trzymając różnej wielkości lustra i lusterka – stworzyć wspólne „odbicie” bazy.
- W styczniu 1984 kobiety rozwiesiły nad bazą olbrzymią siatkę wspieraną balonami.
- 4 kwietnia 1984 kobiety zostały usunięte z Greenham Common, jednak w nocy wszystkie wróciły, by odbudować obóz.
- Ostatnie części broni jądrowej zostały usunięte z Greenham Common w 1991, jednak obóz przetrwał aż do roku 2000, do czasu, gdy jego uczestniczki uzyskały prawo do postawienia pomnika na terenie obozu.